# Gruppo di Singen

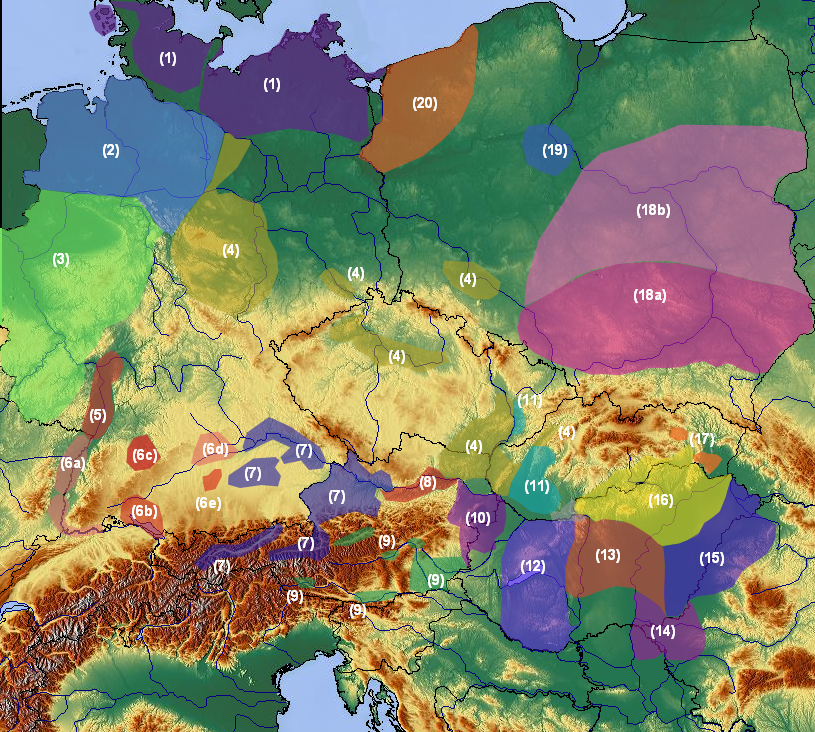
L'Europa centrale fra la fine del III e l'inizio del II millennio a.C.. Il gruppo di Singen è evidenziata in rosso (6b)

Il gruppo di Singen indica un gruppo regionale della prima età del bronzo nel sud della Germania. Deve il suo nome alla località di Singen dove è stata rinvenuta un'importante necropoli. È stato riconosciuto come gruppo indipendente da Margaret Gallay e viene datato al 2300-2100 a.C.. Era in contatto con altri gruppi regionali del Bronzo Antico tra cui la cultura di Adlerberg e la cultura di Straubing.